# Geografia Andory

Mapa fizyczna Andory

Andora jest jednym z najmniejszych państw Europy, leżącym w górzystym regionie Pirenejów na styku Europy Zachodniej i Południowej. Kraj cechuje się górzystym krajobrazem i chłodnym klimatem i należy do wysoko rozwiniętych państw Europy.

## Powierzchnia, położenie i granice
Powierzchnia - 453 km².
Położenie - Andora leży w południowo-zachodniej części Europy, pomiędzy Francją i Hiszpanią, na styku Półwyspu Iberyjskiego ze zwartą częścią Europy.
Centralny punkt kraju znajduje się na: 42°32'N, 1°35'E. Rozciągłość południkowa wynosi 24 km, a równoleżnikowa 25 km.
Andora graniczy z następującymi państwami:
- Francja - 60 km
- Hiszpania - 65 km

Andora jest krajem śródlądowym, a do najbliższego morza (Morze Śródziemne) ma 120 km.

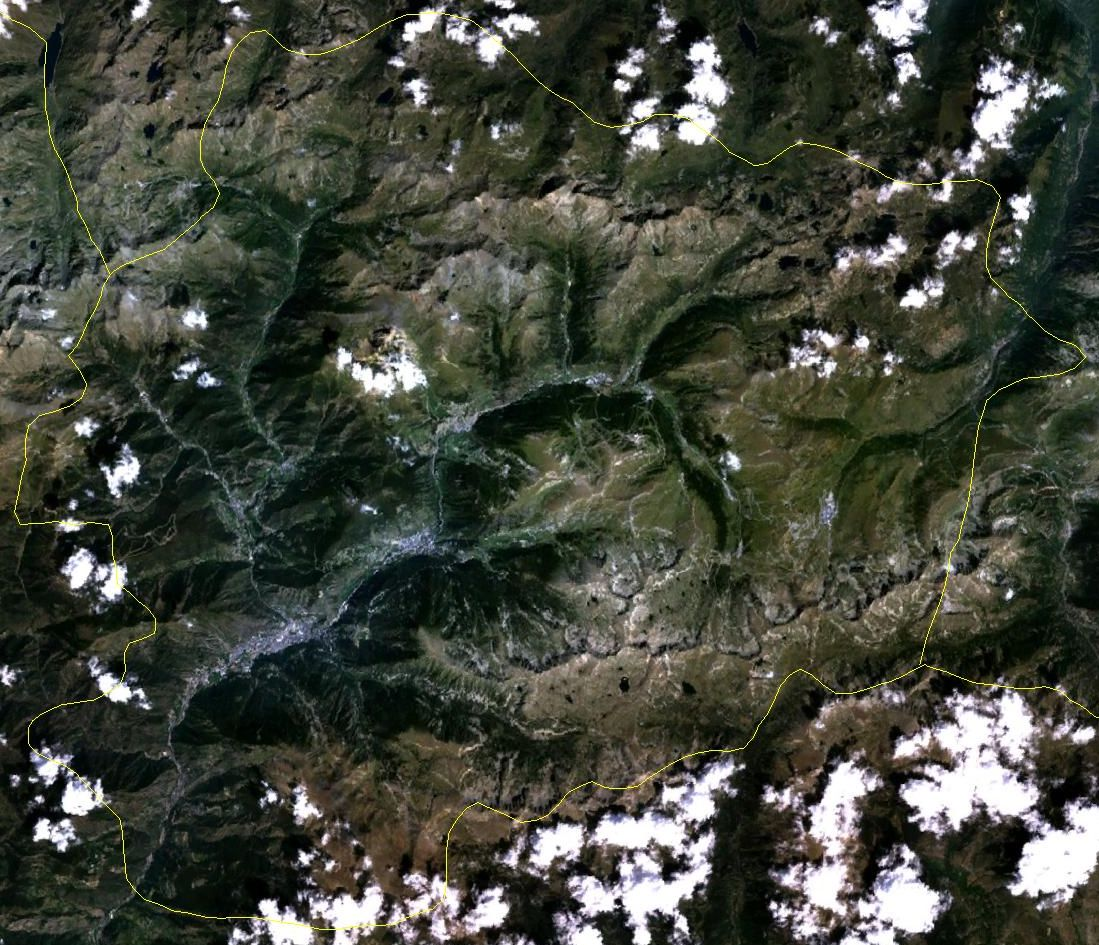
Andora widziana z kosmosu

## Budowa geologiczna i rzeźba
Andora jest krajem wybitnie górzystym, gdzie obszary górskie, z wyjątkiem licznych dolin śródgórskich zajmują całą powierzchnię kraju. Masywy górskie kraju zbudowane są ze skał krystalicznych, pochodzenia kambryjskiego i z ordowiku (paleozoik), na które składają się głównie wapienie, a także kwarcyty, łupki i fyllity. Starsze skały pokrywają w większości młodsze osady, głównie skały wapienne. W południowo-wschodniej części kraju góry zbudowane są głównie z granitu. Krajobraz Andory charakteryzuje się rzeźbą glacjalną, a co za tym idzie, ostateczny kształt dolin i gór został nadany w czasie ostatnich czwartorzędowych zlodowaceń. Występują tam min. cyrki lodowcowe, niewielkie jeziora pochodzenia glacjalnego i malownicze przełomy rzek.
Andora jest wysokopołożonym krajem, gdzie średnia wysokość wynosi 1 996 m n.p.m. a zdecydowana większość szczytów górskich ma ponad 2 400 m n.p.m.  Najwyższy szczyt kraju Pic Alt de la Coma Pedrosa wznosi się na 2 946 m n.p.m. i znajduje się na granicy z Hiszpanią w zachodnim krańcu Andory. Najniższe tereny Andory znajdują się na wysokościach rzędu 850–900 m n.p.m. Najniższy punkt Riu Runer kraju leży na wysokości 840 m n.p.m. i znajduje się w pobliżu granicy z Hiszpanią. Główną pokrywą glebową w kraju są górskie litosole, a dolinach rzecznych występują aluwialne fluwisole.

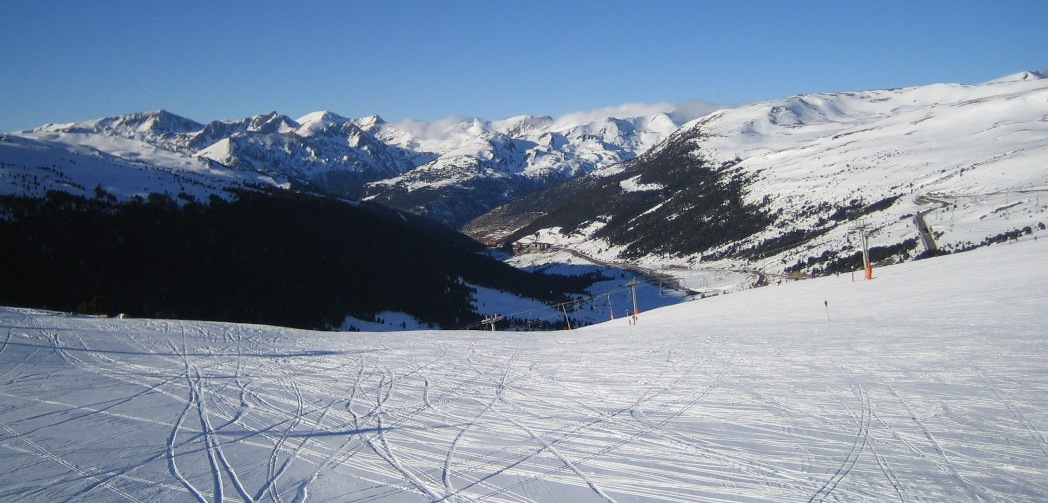
Andora zimą

## Klimat

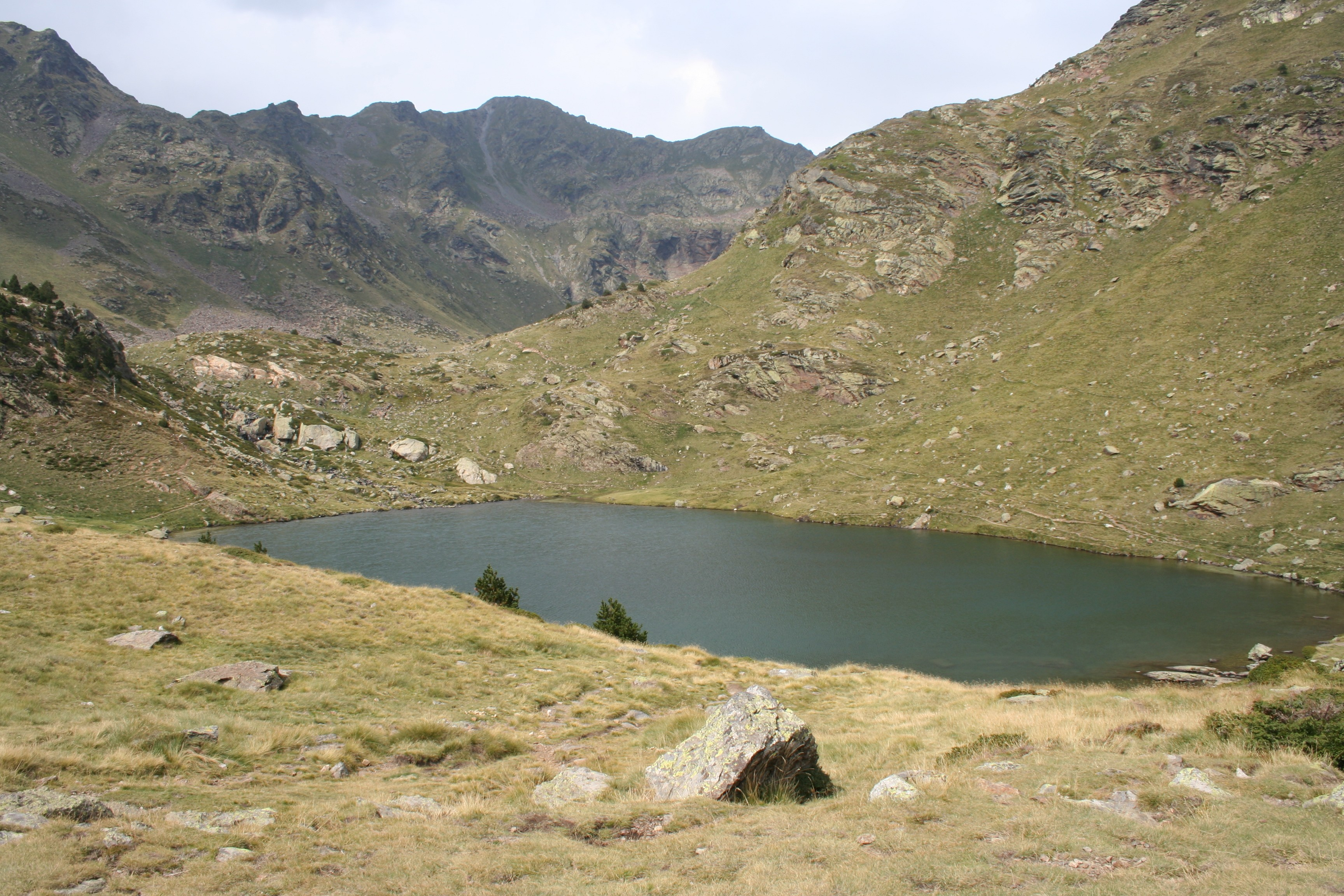
Wysokogórskie jezioro w Andorze

Andora leży w strefie klimatu podzwrotnikowego, jednak ze względu na rzeźbę terenu w kraju panuje klimat górski. Pogoda w Andorze charakteryzuje się chłodną i śnieżną zimą, mroźną na terenach wysokogórskich, i łagodnym latem.
Temperatury nie są zbyt wysokie. Średnia roczna temperatura wynosi od 6 °C do 9 °C. Zimą w dolinach średnia wartości utrzymują się na poziomie 0 °C, natomiast na terenach górskich utrzymuje się ujemna temperatura. Zima trwa 6 miesięcy. Lata są stosunkowo ciepłe, ale upalne dni nie występują w ogóle. Średnie wartości letnie wynoszą około 19 °C. Maksymalne wartości osiągają latem 25 °C, rzadko zdarza się, by w dolinach średnia termiczna osiągała 30 °C. Wysoko w górach jest latem chłodno, temperatura rzadko przekracza 15 °C.
Opady są wysokie, ale większość dni w Andorze jest sucha i słoneczna. Największe opady notuje się wiosną, a zwłaszcza latem, gdzie mają one postać często silnych ulew. Do częstych letnich i wiosennych zjawisk pogodowych należą burze. Średnie wartości opadów wahają się od 1 200 do 1 400 mm rocznie. Najniższe opady atmosferyczne notuje się w okresie zimy. Zimą opady mają postać śniegu, a sam śnieg w górach utrzymuje się średnio 200 dni w roku.

## Wody
Prawie cała Andora należy do zlewiska Morza Śródziemnego, jako że główna rzeka kraju - Valira uchodzi do  hiszpańskiej rzeki Segre, a z nią do Ebro, wpadającej do tego morza. Valira płynie przez stolicę Andory i przekracza granicę hiszpańską na południu kraju. Jedynie na wschodzie kraju granica Andory przekracza główny pirenejski dział wodny i niewielki skrawek państwa obejmuje źródłowe tereny rzeki Ariège, której wody należą do dorzecza Garonny, z którą płyną do Atlantyku.
Pozostałe rzeki Andory są na ogół krótkie i obfite w wodę. Wszystkie rzeki zasilane są głównie przez śniegi, zalegające przez większą część roku w górach. Rzeki Andory cechują się wysokim poziomem zmian wodostanów. Największy poziom osiągają wczesnym latem, a najniższy zimą.
W Andorze znajdują się liczne, niewielkie jeziora górskie, których łącznie jest 172. Największym jest Estanys de Juclar o powierzchni zaledwie 21,3 ha, które znajduje się w północno-wschodniej części Andory. Rzeki Andory są w znaczący sposób wykorzystywane dla potrzeb hydroenergetyki.

## Flora i fauna
Terytorium Andory pokrywa roślinność górska, alpejska, a co za tym idzie występuje piętrowość roślinna. Roślinności typowej dla obszarów podzwrotnikowych jest niewiele, reprezentują ją m.in. wiecznie zielone dęby. Dominuje roślinność górska, a lasy zajmują 23% powierzchni kraju. Powszechne są lasy sosnowo-jodłowe oraz brzozowe. Nielicznie rosną także kasztanowce i orzechowce. Ponad strefą lasów rozciągają się łąki alpejskie, gdzie rosną mchy i jeżyny, a z kwiatów goździki i stokrotki.
Faunę reprezentują typowe dla europy leśne i górskie gatunki zwierząt. W lasach żyją  takie drapieżniki jak wilki, lisy oraz kuny, a z roślinożerców - króliki i zające. Z gatunków typowo górskich zaliczyć należy kozicę, a także endemicznego koziorożca pirenejskiego. Z ptaków w górach bytują orły i sępy. Liczne są także w lasach gatunki ptaków śpiewających, a poza nimi występują sowy, dzięcioły i inne ptaki charakterystyczne dla obszarów leśnych. Rzeki Andory zamieszkują pstrągi i szczupaki.